# Nation
Nation (um 1400 ins Deutsche übernommen, von lateinisch natio, „Volk, Sippschaft, Herkunft“ oder „Geburt“, ursprünglich für eine „Geburtsgemeinschaft“, abgeleitet vom Verb nasci, „geboren werden“) bezeichnet größere Gruppen oder Kollektive von Menschen, denen gemeinsame Merkmale wie Sprache, Tradition, Sitten, Bräuche oder Abstammung zugeschrieben werden.
Diese Begriffsdefinition ist jedoch empirisch inadäquat, da zum Beispiel nach Ansicht von Eric Hobsbawm keine Nation diese Definition vollumfänglich erfüllt. Daneben wird die Bezeichnung auch allgemeinsprachlich als Synonym für die Bezeichnungen Staatswesen und Volk gebraucht, von denen Nation in der wissenschaftlichen Darstellung getrennt wird. Die zugeschriebenen kulturellen Eigenschaften können dabei als der Nationalcharakter eines Volkes oder einer Volksgemeinschaft dargestellt werden. Der Begriff „Nation“ erweist sich als ein Konstrukt, das wirksam wird, indem Menschen sich handelnd auf ihn beziehen.
In der vorbürgerlichen Zeit wurden an den ersten Universitäten die Studenten aus bestimmten europäischen Regionen als jeweilige Nation (nationes) kategorisiert (z. B. germanische Nation). Die staatsbezogene Nationsentwicklung, bei der die (eigentlich verschiedenen) Begriffe Staat und Nation miteinander verbunden bzw. gleichgesetzt wurden, geschah zu Beginn des bürgerlichen Zeitalters und der Moderne. Vor diesem Hintergrund ist zwischen Staat, Nation (Kulturnation) und Nationalstaat zu unterscheiden. Nur in einem Nationalstaat fällt das Staatsgebilde mit dem Begriff der Nation zusammen.
Der Nationsbegriff hat Bedeutung für den völkerrechtlichen und den politischen Bereich.

## Näheres
Für politische Kollektive, die sich wie in der Französischen Revolution (1789–1799) in der Nationalversammlung zu einer Nation als Staat mit einer Verfassung konstituieren, bestehen Begriffe wie Willensnation oder Staatsnation. Staat und Nation werden hier synonym verwendet. Statt ethnischer Konstruktionen dienen hier vor allem gemeinsame Ideale wie „Freiheit, Gleichheit, Brüderlichkeit“ als Grundlage, die das Gemeinwesen der Nation willentlich zusammenhält. In diesem Zusammenhang wurde auch postuliert, dass territoriale oder sonstige partikulare Gruppenbindungen abgestreift werden müssten, um die Schaffung einer gemeinsamen Nation zu ermöglichen. Die Zugehörigkeit zur Nation wurde hier häufig an ein Emanzipationsversprechen und einen Zwang zur Assimilation geknüpft.
Als Willensnation mit einem heterogenen Staatsvolk gilt insbesondere die Schweizerische Eidgenossenschaft, die aus deutsch-, französisch-, italienisch- und rätoromanischsprachigen Bevölkerungsgruppen besteht. Eine ethnische Nation oder Kulturnation bildet dagegen nicht zwingend ein einheitliches Staatsvolk, da auch ein überstaatlicher Kulturraum wie beispielsweise der arabische Sprach- und Kulturraum als nationaler Identifikationshorizont dienen kann. Menschen, die eine ethnische Nation bilden, werden auch im ethnologischen Sinn als Volk angesprochen. Dies kann neben den Ethnien oder Nationalitäten von Vielvölkerstaaten auch für ethnische Minderheiten innerhalb von Nationalstaaten zutreffen, beispielsweise die Tschuktschen innerhalb Russlands.
Die soziale Konstruktion der Nation zeigt sich an einer Reihe von Widersprüchen. Beispielsweise kann die Sprache nicht immer als nationales Definitionsmerkmal herangezogen werden. So bilden z. B. die deutschsprachigen Länder keine gemeinsame Nation. Auch Staaten wie Brasilien und Portugal sind trotz kultureller Zugehörigkeit zur Lusophonie keine gemeinsame Nation, weil sie unterschiedliche Staatsbildungsprozesse (→ Nationenbildung, Staatenbildung) erlebt haben.

## Begriffsgeschichte
Natio bezeichnete im Lateinischen ursprünglich eine Gemeinschaft von Menschen gleicher Herkunft, daran anschließend eine durch gemeinsame Sprache, Sitten und Bräuche kenntliche Gemeinschaft, und zwar im römischen Sprachgebrauch zunächst als Fremdbezeichnung für ein fremdartiges eingewandertes Volk, das mit der einheimischen Bevölkerung lebt. Mit dem Ius gentium wurde für den Umgang mit Menschen, die nicht das römische Bürgerrecht besaßen, eine eigene Rechtsgrundlage geschaffen.
Anknüpfend an den römischen Sprachgebrauch, sind im christlichen Latein die ‚nationes‘ oder ‚gentes‘ in erster Linie die nichtjüdischen Heidenvölker, als Anhänger heidnischer Kulte oder als bekehrungswillige Heiden, die mit den jüdischen Christen das Evangelium annehmen und mit ihnen die Gemeinschaft der Kirche bilden.
An der mittelalterlichen Universität mussten sich die Studenten nach ihren Herkunftsländern in Nationes mit eigenen Statuten und Prokuratoren einschreiben. Diese Universitätsnationen, meist gab es davon vier, wurden nach den wichtigsten Herkunftsgebieten der örtlichen Studenten benannt. An der Pariser Universität wurden die nationes gallicorum, normannorum, picardorum und anglicorum unterschieden, wobei zur „gallischen“ auch die Italiener, Spanier, Griechen und Orientalen zählten und zur „englischen“ auch die Deutschen und ihre nördlichen und östlichen Nachbarvölker. An der Prager Universität gehörten zur „polnischen“ Nation neben den Studenten aus dem Königreich Polen auch die Studenten der östlichen Reichsteile, zur „böhmischen“ auch Ungarn und Südslawen, zur „bairischen“ außer den Bajuwaren die Schwaben, Franken, Hessen, Rheinländer und Westfalen sowie zur „sächsischen“ die Norddeutschen, Dänen, Schweden und Finnen.
Als Selbstbezeichnung für ein Volk mit politisch-staatlicher Einheit und einer durch gemeinsame Vorfahren und Geschichte begründeten Eigenart gewinnt der Begriff nation im Französischen seit dem 16. Jahrhundert an Bedeutung, die sich im 18. Jahrhundert dann mit der Französischen Revolution unter Betonung der Gesamtheit und Souveränität des Staatsvolkes gegenüber ständischen und partikularen Ansprüchen auf staatliche Hoheit auch in den übrigen europäischen Sprachen verbreitet. Infolge der Revolution und wachsender Bevölkerungszahlen entfaltete die Idee der Nation als ein Gesamtstaat eine hohe Dynamik, die anfangs gegen autokratischen Feudalismus, wirtschaftlich und politisch einengende Kleinstaaterei und landsmannschaftliches Denken (deutsche Fürstenstaaten beziehungsweise deutscher Sprach- und Kulturraum) oder aber gegen imperiale fremde Herrschaft (Vielvölkerstaaten Russland, Österreich-Ungarn) gerichtet war.
Johann Christoph Adelung beschreibt in seinem Standardwerk Grammatisch-kritisches Wörterbuch der Hochdeutschen Mundart am Ende des 18. Jahrhunderts den Begriff Nation als „die eingebornen Einwohner eines Landes, so fern sie einen gemeinschaftlichen Ursprung haben, und eine gemeinschaftliche Sprache reden, sie mögen übrigens einen einzigen Staat ausmachen, oder in mehrere vertheilet seyn […] Auch besondere Zweige einer solchen Nation, d. i. einerley Mundart redende Einwohner einer Provinz, werden zuweilen Nationen genannt, in welchem Verstande es auf den alten Universitäten, wo die Glieder nach Nationen vertheilet sind, üblich ist […] Ehe dieses Wort aus dem Lateinischen entlehnet wurde, gebrauchte man Volk für Nation, in welchem Verstande es auch noch von alten Nationen üblich ist. Wegen der Vieldeutigkeit dieses Wortes aber hat man es in dieser Bedeutung großen Theils verlassen und Völkerschaft für Nation einzuführen gesucht, welches Wort auch bereits Beyfall gefunden“. Für das Deutsche Wörterbuch der Brüder Grimm ist die Nation „das (eingeborne) volk eines landes, einer groszen staatsgesamtheit“. Der Begriff ist demnach „seit dem 16. Jahrh. aus dem franz. nation, ital. nazione (vom lat. natio)“ in die deutsche Sprache aufgenommen worden. Ähnlich sind die Begriffsbestimmungen in der etwa zeitgleich entstandenen Oeconomischen Encyclopädie von Johann Georg Krünitz und, sehr viel umfangreicher, in dem in der zweiten Hälfte des 19. Jahrhunderts entstandenen Meyers Konversations-Lexikon.
In seiner berühmten Rede von 1882 Qu’est-ce qu’une nation? benannte Ernest Renan Vergangenheit, Gegenwart und Zukunft als die Faktoren, die das principe spirituel der Nation konstituieren. Ein Volk bilde eine Nation nicht wegen einer gemeinsamen Rasse, Sprache oder Religion, nicht wegen gemeinsamer Interessen oder wegen der Geographie, sondern vielmehr aufgrund gemeinsamer Erinnerungen an die Vergangenheit sowie aufgrund des Wunsches, gegenwärtig und künftig zusammenzuleben. Insofern sei die Nation ein tägliches Plebiszit.

## Sozialwissenschaftlicher Begriff
Im sozialwissenschaftlichen Kontext wird der Begriff auf sehr unterschiedliche Weise verwendet. Die marxistische und die liberale Gesellschaftstheorie ignorieren weitgehend das Problem der Nation; es stellt für sie eine Art „Anomalie“ dar oder sie setzen die historische Existenz der Nationen einfach voraus, z. B. wenn Karl Marx im Kommunistischen Manifest davon ausgeht, dass das Proletariat sich zunächst mit der je nationalen Bourgeoisie auseinanderzusetzen hat, bevor es sich vereinigt.
Andere Sozialwissenschaftler begreifen die Nation z. B. als gewollte Gesellschaft (so Ferdinand Tönnies), als „kulturelles Artefakt“ in Form einer vorgestellten Gemeinschaft, deren Mitglieder sich nicht gegenseitig kennen (imagined political community, Benedict Anderson), als auf primordialen Bindungen beruhende Gruppe (vgl. Clifford Geertz), ferner als historisch kontingentes Konzept (vgl. Rogers Brubaker) oder auch als Kombination vorstehender Begriffe (vgl. Anthony D. Smith). Ernest Gellner wiederum argumentiert: „Nationalism […] invents nations where they do not exist“ und verweist den Begriff damit in die Nähe des Irrealen, Eingebildeten, Ideologischen.
Der auf das 18./19. Jahrhundert spezialisierte Historiker und Nationalismusforscher Otto Dann definiert Nation sowohl historisch als auch teleologisch als Gesellschaft, die „eine politische Willensgemeinschaft“ bilde. Sie wurzele in einer gemeinsamen historischen Erfahrung und verstehe sich als Solidargemeinschaft. Alle Mitglieder einer Nation seien rechtlich gleichgestellt und teilten einen Grundkonsens über die gemeinsame politische Kultur. Als Substrat liege jeder Nation ein bestimmtes Territorium zugrunde, das sogenannte Vaterland. Hauptziel jeder Nation sei der Nationalstaat, in dem sie eigenverantwortlich die Lebensverhältnisse ihrer Bürger gestalten könne (Souveränität). Ein solches Verständnis, das von der Bildung der europäischen Nationalstaaten ausgeht, kritisiert Anderson, wenn er argumentiert, dass Nation und Nationalismus inkohärente und philosophisch schlecht begründete Begriffe sind. Er wendet sich jedoch auch gegen Gellners Kritik des Nationenbegriffs: Entscheidend sei nicht, ob eine Nation „echt“ oder eingebildet sei, sondern in welcher Form sie imaginiert werde, z. B. als Verwandtschaftssystem wie im alten Königreich Java. Der Nationenbegriff sei also nur scheinbar universalistisch.

## Politikwissenschaftlicher Begriff
Für einen politischen Zusammenschluss von Menschen, die keiner gemeinsamen Abstammungs-, Kultur- oder Sprachgemeinschaft angehören, wäre grundsätzlich auch ein Staat denkbar, der sich nicht auf die nationale Zusammengehörigkeit seines Staatsvolks beruft. Trotzdem wird auch hier in den meisten Fällen zusätzlich eine Zusammengehörigkeit als Nation postuliert. Damit soll der einheitsstiftende Charakter eines geeinten, politisch souverän organisierten und geordneten Staatswesens als soziopsychologisch prägender Lebens- und Wohnraum seiner Bürger hervorgehoben werden. In klassischen Vielvölkerstaaten, in denen definitionsgemäß verschiedene Nationalitäten ihre Heimat haben, entstehen in diesem Kontext oftmals spannungsreiche Gegensätze unterschiedlicher und teils konkurrierender nationaler Identitäten, um deren einvernehmliche Aufhebung man sich mit unterschiedlichen Lösungsstrategien (Teilautonomie, Paritätsmodelle u. Ä.) bemüht.
In Frankreich, einem zentralistischen Staat, versucht man unter dem Sinnbild der Grande Nation, die Stände, aber auch die autonomen Bestrebungen der Regionen, der Dynasten und ethnischen Volksgruppen wie z. B. der Bretonen, Korsen, Basken und Elsässer in den französischen Staat zu integrieren; teilweise wurde versucht, deren Muttersprachen durch die französische Staatssprache zu ersetzen. Heute tritt deren Pflege wieder sehr hervor. Im Gegensatz dazu steht beispielsweise der Mehrvölkerstaat Schweiz, die sich als sogenannte Willensnation versteht und deren Bewohner sich verschiedenen Sprachgemeinschaften zuordnen (die Schweiz besteht aus deutsch-, französisch-, italienisch- und rätoromanischsprachigen Gemeinden). Einwanderungsländern wie Kanada, USA oder Argentinien fehlen etliche typische Merkmale der historisch sehr viel älteren europäischen Nationen, trotzdem nehmen sie diesen Begriff sehr dezidiert für sich in Anspruch. Die Indianer Nordamerikas sehen sich zunehmend staatsunabhängigen‚ indianischen Nationen zugehörig.

### Kulturnation und Staatsnation nach Meinecke
An der Gegenüberstellung der Ideengeschichte Deutschlands und Frankreichs des 19. Jahrhunderts entwickelte Friedrich Meinecke die Klassifizierung von mitteleuropäischer Kulturnation und westeuropäischer Staatsnation.

#### Kulturnation
Die Kulturnation ist ein sehr nachhaltiges Konzept der Nation, da sie den Sprach- und Kulturraum (Sprache und Tradition) eines Volkes beschreibt. Nation ist dann die durch die Geschichte bewahrte Einheit in Sprache, Kultur und Traditionen (siehe Volksbegriff). Sie lässt sich nicht durch territoriale Grenzen definieren, sondern verbindet sich beispielsweise mit Nationaldenkmälern, Nationalhelden, einer Nationalhymne und einer Nationalallegorie als Identifikationsangeboten. Die Einheit der nationalen Sprache wird meist durch eine Nationalliteratur geprägt.
Nation wird dann eher ethnisch homogen (als Volk), aber auch als Stamm (Stammesvolk, früher Völkerstamm) verstanden (vgl. dazu Tribalismus, Reservation). Diese Definition der Nation geht oft von der gemeinsamen Abstammung der Angehörigen der Nation und einer daraus resultierenden Kultur- und Spracheinheit aus. Das Bestreben nach ethnisch homogenen Nationalstaaten führte im 20. Jahrhundert zu sogenannten ethnischen Säuberungen.

#### Staatsnation
Die Staatsnation oder auch Staatsbürgernation ist eine Nation, die auf dem Willen der Staatsbürger beruht. Sie wird historisch beispielhaft als in Großbritannien, Frankreich und vor allem in den Vereinigten Staaten von Amerika verwirklicht gesehen. Es sind die gemeinsamen politischen Werte, zu denen sich alle Bürger verpflichtet fühlen, die eine Nation begründen. So wird die Staatsnation zu einem täglichen Plebiszit (Ernest Renan).

## Volksnation, Kulturnation, Staatsnation, Klassennation nach Lepsius
Der Soziologe M. Rainer Lepsius unterscheidet in seiner 1982 vorgelegten Typologie der Struktureigenschaften und Funktionsbedeutungen der jeweiligen Vorstellung von Nation vier Typen: Die Volksnation, die sich als ethnische Abstammungsgemeinschaft imaginiert, die Kulturnation (im Anschluss an Meinecke), die Staatsbürgernation, die sich (wie zum Beispiel die Vereinigten Staaten) über die individuellen staatsbürgerlichen Gleichheitsrechte und die demokratischen Verfahren der Herrschaftslegitimation definiert, sowie schließlich die Klassennation, in der die Zugehörigkeit zur marxistisch verstandenen sozialen Klasse ausschlaggebend für die Zugehörigkeit zur nationalen Gemeinschaft ist. Als Beispiel für letzteres nennt er die DDR.
Nach dem Historiker Vito Gironda liegt der Unterschied zwischen den Konzepten Volksnation und Staatsbürgernation im Umgang mit Einwanderern und nationalen Minderheiten: In einer Volksnation werde deren Integration bzw. sogar Assimilation in eine definierte kulturelle Gemeinschaft vorausgesetzt. In einer Staatsbürgernation dagegen bestehe die Möglichkeit für alle, sich in diese kulturelle Gemeinschaft und ihr Wertesystem zu integrieren.

### Nation als Religionsersatz und Nationsbildung durch Religionen
Die Anhänglichkeit an die Nation dient mitunter als Religionsersatz (Nationalismus): Es gibt eine Art „Kult der Nation“. Die Nation wird als etwas „Heiliges“ betrachtet, für das man „Opfer“ bis hin zum „Martyrium“ erbringt. Auf der anderen Seite dient vielen Nationen ihre Religion oder Konfession als Definitionsmerkmal (→ Religionsstaat, Staatsreligion).

## Staatsphilosophischer Begriff
Johann Gottlieb Fichte wird die essentialistische Definition zugeschrieben, nach der Nation überzeitlich existent sei und lediglich noch der Artikulation bedürfe. Fichte sieht demnach die Nation als eine von Gott geschaffene, in alle Ewigkeit und unabhängig von der Geschichte bestehende ontologische Einheit. An essentialistische Vorstellungen von Volk und Nation knüpft auch Carl Schmitt an. Dieser nahm eine Krise des Nationalstaats an, zu deren Überwindung er 1939 ein von Völkern und Volksgruppen ausgehendes Konzept eines Großraums entwickelte, das auf der Reichsidee und einem „Interventionsverbot raumfremder Mächte“ basieren sollte.
Die Jakobiner vertraten in der Französischen Revolution eine Vorstellung von Nation, die in der Nation eine Einheit sieht, die als Staatsnation politisch gebildet werden muss. Nation ist demnach die Willensgemeinschaft derer, die die Werte der Verfassung verteidigen. Diese Tradition blieb in Frankreich wirkmächtig.
Der Philosoph Anton Leist definiert Nation als „ein soziales Kollektiv, das erzeugt wird (basierend auf ethnischen, kulturellen, historischen, geographischen und politischen Überzeugungen) durch die wechselseitige Zuschreibung nationaler Zugehörigkeit unter ihren Mitgliedern, das eine öffentliche Kultur teilt und das den Willen hat, sich in einem Staat zu organisieren“.
In der russischsprachigen Welt wird auf den Nationenbegriff von Nikolai Alexandrowitsch Berdjajew häufig verwiesen. Berdjajew beschrieb in seinem Buch Philosophie der Ungleichheit. Briefe an sozialphilosophische Widersacher aus dem Jahre 1923, dass die Nation eine konkret-historische und keine abstrakt-soziologische Figur sei. Er führt hierzu aus: „Die Nation ist nichts abgeleitetes, sie ist etwas ursprüngliches, ein unsterbliches Subjekt des historischen Prozesses, in ihr leben und überdauern alle vorherigen Generationen. (…) Jede Nation strebt instinktiv zu einem Maximum an Kraft und Lebendigkeit, nach Selbstentfaltung in der Geschichte. (…) In einer konkreten Weltgemeinschaft darf es keinen Widerspruch zwischen Nationen und Menschheit geben: In der vereinigten Menschheit finden sich alle Nationen bestätigt, in ihr finden sie Kraft und blühen auf.“

## Völkerrechtlicher Begriff
Im Völkerrecht wird auf die tatsächlichen Gemeinsamkeiten eines Volkes (oder einer Volksgruppe) abgestellt. So haben nach Artikel 1 und 55 der Charta der Vereinten Nationen einzelne Völker ein Recht auf Selbstbestimmung, und zwar unabhängig davon, ob sie bereits Teil eines Staates sind. Die traditionelle französische Position zum Volksbegriff drückte der Völkerrechtler Alphonse Rivier wie folgt aus: „Volk oder Nation, als Subjekt des Völkerrechts, ist gleichbedeutend mit Staat; kein ethnographischer, sondern ein juristischer und politischer Begriff.“ Nach dem Historiker Jörg Fisch lässt sich „ein Zustand der Welt, in dem jedes Volk einen eigenen Staat zwar nicht bilden muss, aber doch bilden darf und in dem jeder Mensch dem Volk seiner Wahl angehören kann, […] zwar denken, aber nicht verwirklichen.“
Der Historiker Peter Jósika argumentiert diesbezüglich, dass die politische Gemeinde als kleinste politische Einheit immer Ausgangspunkt jeglicher überregionalen, und daher auch der nationalen Selbstbestimmung, sein sollte. Jósika verweist auf das in der Schweiz geltende Recht der Gemeindeautonomie, die auf dem Prinzip der lokalen Selbstbestimmung basiert, als Vorbild.
Das Recht der Bundesrepublik Deutschland wählt für seine Staatsbürger eine Mischform zwischen Staatsangehörigkeitsprinzip und Volkszugehörigkeitsprinzip.